# قزل‌آغاچ (صائم بی‌لی)
قزل‌آغاچ {{ترکی|Kızılağaç) (به ارمنی: Կզլաքչի) یک منطقهٔ مسکونی در ترکیه است که در صائم‌بیلی واقع شده‌است.